# Les Diables du Sud
Pour plus de détails, voir Fiche technique et Distribution.
Les Diables du Sud (The Hellions) est une coproduction britannico-sud-africaine réalisée par Ken Annakin, sorti en 1961.

## Synopsis
Le sergent de police Sam Hargis se retrouve confronté au gang de Luke Billings, qui cherchent à se venger de lui.

## Fiche technique
- Titre original : The Hellions
- Titre français : Les Diables du Sud
- Réalisation : Ken Annakin
- Scénario : Harold Swanton, Patrick Kirwan, Harold Huth
- Direction artistique : Bill Constable
- Photographie : Ted Moore
- Son : David Hildyard, Wally Milner
- Montage : Bert Rule
- Musique : Larry Adler
- Production exécutive : Irving Allen, Jamie Uys
- Production : Harold Huth
- Production associée : L.C. Rudkin
- Société de production : Irving Allen Productions, Jamie Uys Film Productions
- Société de distribution : Columbia Pictures Corporation
- Pays d'origine :  Royaume-Uni,  Afrique du Sud
- Langue originale : anglais
- Format : couleur (Technicolor) — 35 mm — 2,35:1 — son mono
- Genre : film d'action
- Durée : 86 minutes
- Dates de sortie : 
  - Royaume-Uni : 2 novembre 1961
  - Afrique du Sud : 27 novembre 1961
  - France : 26 janvier 1962

## Distribution
- Richard Todd : Sergent Sam Hargis
- Anne Aubrey : Priss Dobbs
- Jamie Uys : Ernie Dobbs
- Marty Wilde : John Billings
- Lionel Jeffries : Luke Billings
- James Booth : Jubal Billings
- Al Mulock : Mark Billings
- Colin Blakely : Matthew Billings
- Zena Walker : Julie Hargis